# Parrocchie della diocesi di Fano-Fossombrone-Cagli-Pergola

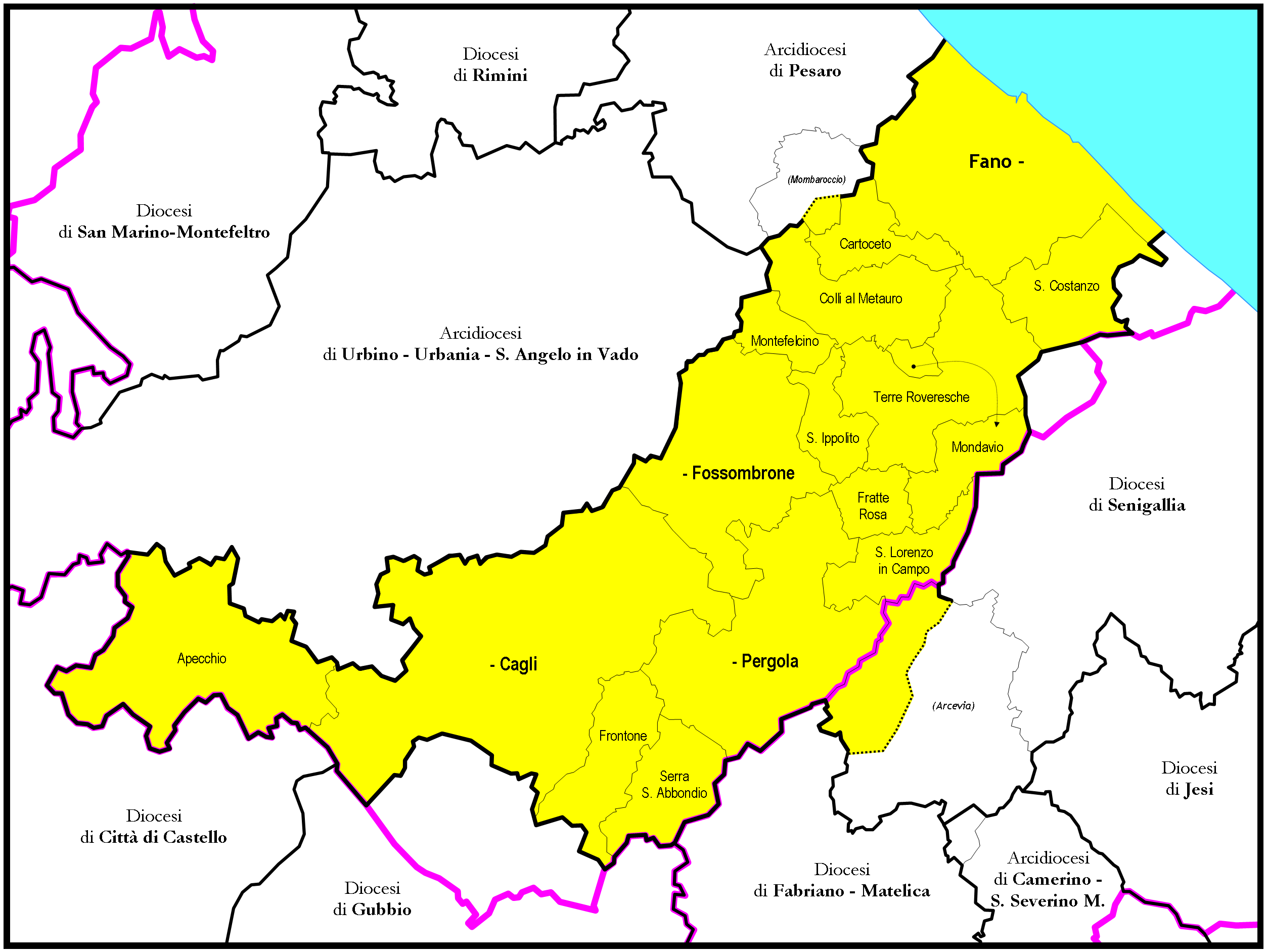
Il territorio della diocesi

Le parrocchie della diocesi di Fano-Fossombrone-Cagli-Pergola sono 73 e sono raggruppate in 5 vicariati

## Vicariati

### Vicaria I - Fano
| Parrocchia                                    | Patrono                          | Comune       | Frazione/Quartiere |
| --------------------------------------------- | -------------------------------- | ------------ | ------------------ |
| Santa Maria Assunta in Cattedrale             | Santa Maria Assunta              | Fano         | Centro             |
| Divino Amore in Caminate e Cerasa             | Madonna del Divino amore         | San Costanzo | Cerasa             |
| Gran Madre di Dio nel quartiere San Lazzaro   | Maria Santissima Madre di Dio    | Fano         | San Lazzaro        |
| Sacro Cuore di Gesù in Centinarola            | Sacro Cuore di Gesù              | Fano         | Centinarola        |
| San Biagio in Cuccurano                       | San Biagio                       | Fano         | Cuccurano          |
| San Cesareo                                   | San Cesareo                      | Fano         | Carrara            |
| San Cristoforo nel quartiere Flaminio         | San Cristoforo                   | Fano         | Flaminio           |
| San Giovanni Apostolo                         | San Giovanni Apostolo            | Mondolfo     | Marotta            |
| San Giuseppe al Porto                         | San Giuseppe                     | Fano         | Porto              |
| San Paolo Apostolo in Torrette                | San Paolo Apostolo               | Fano         | Torrette           |
| San Paolo Apostolo nel quartiere Vallato      | San Paolo Apostolo               | Fano         | Vallato            |
| San Pio X nel quartiere Poderino              | San Pio X                        | Fano         | Poderino           |
| San Sebastiano in Bellocchi                   | San Sebastiano                   | Fano         | Bellocchi          |
| Santa Famiglia nel quartiere Fano 2           | Santa Famiglia                   | Fano         | Fano 2             |
| Santa Maria del Carmine nel quartiere Gimarra | Santa Maria del Carmine          | Fano         | Gimarra            |
| Santa Maria del Ponte Metauro                 | Santa Maria                      | Fano         | Ponte Metauro      |
| Santa Maria Goretti nel quartiere Sant’Orso   | Santa Maria Goretti              | Fano         | Sant'Orso          |
| Santa Maria in Rosciano                       | Santa Maria                      | Fano         | Rosciano           |
| Santi Cristoforo e Costanzo in San Costanzo   | San Cristoforo, San Costanzo     | San Costanzo | -                  |
| Santi Pietro e Andrea Apostoli in Fenile      | San Pietro, Sant'Andrea Apostolo | Fano         | Fenile             |

Parrocchie della vicaria recentemente soppresse
| Parrocchia            | Patrono               | Comune | Frazione/Quartiere | Anno di soppressione | Confluita in          |
| --------------------- | --------------------- | ------ | ------------------ | -------------------- | --------------------- |
| San Marco in Sassonia | San Marco Evangelista | Fano   | Sassonia           | 2022                 | San Giuseppe al Porto |

### Vicaria II - Valle del Metauro

#### Zona bassa
| Parrocchia                                  | Patrono                          | Comune           | Frazione/Quartiere       |
| ------------------------------------------- | -------------------------------- | ---------------- | ------------------------ |
| Maria Immacolata in Tavernelle              | Immacolata Concezione            | Colli al Metauro | Tavernelle               |
| San Giovanni Apostolo in Saltara            | San Giovanni Apostolo            | Colli al Metauro | Saltara                  |
| San Giovanni Battista in Montegiano         | San Giovanni Battista            | Mombaroccio      | Montegiano               |
| Sant’Antonio Abate in Serrungarina          | Sant'Antonio Abate               | Colli al Metauro | Serrungarina             |
| Sant’Apollinare in Lucrezia di Cartoceto    | Sant'Apollinare                  | Cartoceto        | Lucrezia                 |
| Santa Croce in Calcinelli                   | Esaltazione della Santa Croce    | Colli al Metauro | Calcinelli               |
| Santa Maria del Soccorso in Montemaggiore   | Beata Vergine Maria del Soccorso | Colli al Metauro | Montemaggiore al Metauro |
| Santa Maria della Misericordia in Cartoceto | Santa Maria                      | Cartoceto        | -                        |

#### Zona alta
| Parrocchia                                        | Patrono                          | Comune           | Frazione/Quartiere    |
| ------------------------------------------------- | -------------------------------- | ---------------- | --------------------- |
| Regina della Pace in San Michele al Fiume         | Santa Maria                      | Mondavio         | San Michele al Fiume  |
| San Maurizio in Vergineto                         | San Maurizio                     | Terre Roveresche | San Bartolo           |
| Sant'Anna in Montebello                           | Sant'Anna                        | Terre Roveresche | Montebello            |
| Santa Lucia Vergine Martire in Piagge             | Santa Lucia                      | Terre Roveresche | Piagge                |
| Santa Maria Assunta in Sant’Andrea di Suasa       | Santa Maria Assunta              | Mondavio         | Sant'Andrea di Suasa  |
| Santa Maria in Orciano di Pesaro                  | Santa Maria                      | Terre Roveresche | Orciano di Pesaro     |
| Santi Giorgio e Pasquale in San Giorgio di Pesaro | San Giorgio, San Pasquale Baylon | Terre Roveresche | San Giorgio di Pesaro |
| Santi Pietro e Paterniano in Mondavio             | San Pietro, San Paterniano       | Mondavio         | -                     |
| Santissima Risurrezione in Barchi                 | Risurrezione                     | Terre Roveresche | Barchi                |

### Vicaria III - Fossombrone
| Parrocchia                                                | Patrono                                                  | Comune        | Frazione/Quartiere    |
| --------------------------------------------------------- | -------------------------------------------------------- | ------------- | --------------------- |
| Santi Aldebrando e Agostino in Concattedrale              | Sant'Aldebrando, Sant'Agostino                           | Fossombrone   | Centro                |
| San Giuseppe Lavoratore in Sterpeti                       | San Giuseppe Lavoratore                                  | Montefelcino  | Sterpeti              |
| San Martino in San Martino del Piano                      | San Martino                                              | Fossombrone   | San Martino del Piano |
| Sant’Antonio Abate in Borgo Sant’Antonio                  | Sant'Antonio Abate                                       | Fossombrone   | Borgo Sant'Antonio    |
| Sant’Ippolito                                             | Sant'Ippolito                                            | Sant'Ippolito | -                     |
| Santa Maria Ausiliatrice nel quartiere Fossombrone Nuova  | Maria Ausiliatrice                                       | Fossombrone   | Fossombrone Nuova     |
| Santa Maria del Rosario in Pian di Rose                   | Madonna del Rosario                                      | Sant'Ippolito | Pian di Rose          |
| Santi Gabriele dell’Addolorata e Martino in Bellaguardia  | San Gabriele dell'Addolorata, San Martino                | Fossombrone   | Bellaguardia          |
| Santi Giovanni Battista Michele e Vitale in Isola di Fano | San Giovanni Battista, San Michele Arcangelo, San Vitale | Fossombrone   | Isola di Fano         |
| Santi Michele Arcangelo e Pietro Apostolo in Sorbolongo   | San Michele Arcangelo, San Pietro                        | Sant'Ippolito | Sorbolongo            |
| Santi Pietro e Lucia in Cartoceto di Pergola              | San Pietro, Santa Lucia                                  | Pergola       | Cartoceto di Pergola  |
| Santi Pietro e Paolo, Marco e Severo in Montefelcino      | San Pietro, San Paolo, San Marco, San Severo             | Montefelcino  | -                     |

### Vicaria IV - Cagli
| Parrocchia                                    | Patrono                      | Comune   | Frazione/Quartiere  |
| --------------------------------------------- | ---------------------------- | -------- | ------------------- |
| Santa Maria Assunta in Concattedrale          | Santa Maria Assunta          | Cagli    | Centro              |
| Beata Vergine del Rosario in Acquaviva        | Madonna del Rosario          | Cagli    | Acquaviva           |
| Cuore Immacolato di Maria in Frontone         | Cuore Immacolato di Maria    | Frontone | -                   |
| Sacro Cuore di Gesù in Pianello               | Sacro Cuore di Gesù          | Cagli    | Pianello            |
| San Martino in Apecchio                       | San Martino                  | Apecchio | -                   |
| San Pier Damiani nel quartiere di Cagli Nuova | San Pier Damiani             | Cagli    | Cagli Nuova         |
| San Pietro in Massa                           | San Pietro                   | Cagli    | Massa               |
| San Severo in Smirra                          | San Severo                   | Cagli    | Smirra              |
| Santa Maria ad Nives in Tarugo                | Nostra Signora della Neve    | Cagli    | Tarugo              |
| Santa Maria Assunta in Abbadia di Naro        | Santa Maria Assunta          | Cagli    | Abbadia di Naro     |
| Santa Maria Assunta in Serravalle di Carda    | Santa Maria Assunta          | Apecchio | Serravalle di Carda |
| Santi Bartolomeo e Vincenzo in Drogo          | San Bartolomeo, San Vincenzo | Cagli    | Drogo               |
| Santi Cristoforo e Nicolò in Secchiano        | San Cristoforo, San Nicolò   | Cagli    | Secchiano           |

### Vicaria V - Pergola
| Parrocchia                                     | Patrono                            | Comune               | Frazione/Quartiere  |
| ---------------------------------------------- | ---------------------------------- | -------------------- | ------------------- |
| Sant’Andrea in Concattedrale                   | Sant'Andrea                        | Pergola              | Centro              |
| Sacro Cuore di Gesù in Bellisio                | Sacro Cuore di Gesù                | Pergola              | Bellisio Solfare    |
| San Giorgio in Fratte Rosa                     | San Giorgio                        | Fratte Rosa          | -                   |
| San Marco Evangelista in Torre San Marco       | San Marco                          | Fratte Rosa          | Torre San Marco     |
| San Vito sul Cesano                            | San Vito                           | San Lorenzo in Campo | San Vito sul Cesano |
| Santa Maria Assunta in Nidastore               | Santa Maria Assunta                | Arcevia              | Nidastore           |
| Santa Maria Assunta in Pantana                 | Santa Maria Assunta                | Pergola              | Pantana             |
| Santi Biagio e Abbondio in Serra Sant’Abbondio | San Biagio, Sant'Abbondio          | Serra Sant'Abbondio  | -                   |
| Santi Biagio e Martino in San Lorenzo in Campo | San Biagio, San Martino            | San Lorenzo in Campo | -                   |
| Santi Francesco e Biagio in Pergola            | San Francesco d'Assisi, San Biagio | Pergola              | Centro              |
| Santi Pietro e Stefano in Palazzo              | San Pietro, Santo Stefano          | Arcevia              | Palazzo d'Arcevia   |